# Aeropuerto de Bolonia
El Aeropuerto de Bolonia (en italiano: Aeroporto di Bologna), también conocido por el nombre de Aeropuerto Guglielmo Marconi (IATA: BLQ, OACI: LIPE), es un aeropuerto italiano situado en la ciudad de Bolonia, en la región de Emilia-Romaña, Italia. Está situado a 6 km al noroeste del centro de Bolonia.
El aeropuerto lleva el nombre del ciudadano boloñés Guillermo Marconi, un gran ingeniero eléctrico premiado con el Nobel. Es el principal aeropuerto de la Emilia-Romagna y uno de los aeropuertos intercontinentales de Italia, junto a los de Roma-Fiumicino, Milán-Malpensa, Venecia-Marco Polo, Catania-Fontanarossa, Pisa-San Giusto, Nápoles-Capodichino, Palermo-Punta Raisi y Turín-Caselle.

## Datos técnicos
El aeropuerto de Bolonia tiene una pista de 2.803 metros de longitud (ampliada en el verano de 2004), y de 45 metros de ancho.
Está orientado a 115 ° (o 295 °, dependiendo de la dirección de uso). Sólo la pista 12 está equipada con ILS, mientras tanto la 12 y 30 usan el sistema PAPI. 

## Accesos
El Marconi Express es una línea de tren elevada autómata (sin conductor) que conecta la estación de Bolonia Central con el Aeropuerto de Bolonia. Un viaje toma 7,5 minutos.
El autobús 944 suele ser de color gris y cuesta 4€ el trayecto. Comienza el servicio a las 5 de la mañana y lo acaba a las 24 horas de la noche. Su frecuencia varía entre los 15 y 30 minutos.  Se puede coger el Aerobus para bajar en Hospital Mayor.
Se puede acceder al aeropuerto en vehículo propio hasta la vía en la que se encuentra el aeropuerto, Vía Triumvirato, 84 – 40132 Bononia.
El aeropuerto dispone de parada de Taxi, y también de una parada de autobús.
En la terminal del aeropuerto operan 11 empresas de alquiler de coches. 6 empresas internacionales: Avis, Budget, Europcar, Goldcar Rental, Hertz y Sixt Rent A Car y 5 empresas locales italianas: Autovía, Locauto Rent, Maggiore, Sicily By Car y Autoeuropa.

## Evolución del Tráfico de Pasajeros
Ver fuente y consulta Wikidata.
| Año       | 1988      | 1995      | 1999      | 2005      | 2006      | 2007      | 2008      | 2009      | 2010      | 2015      |
| --------- | --------- | --------- | --------- | --------- | --------- | --------- | --------- | --------- | --------- | --------- |
| Pasajeros | 1.000.000 | 2.000.000 | 3.000.000 | 3.698.720 | 4.001.436 | 4.361.951 | 4.225.446 | 4.782.284 | 5.511.669 | 6.889.742 |

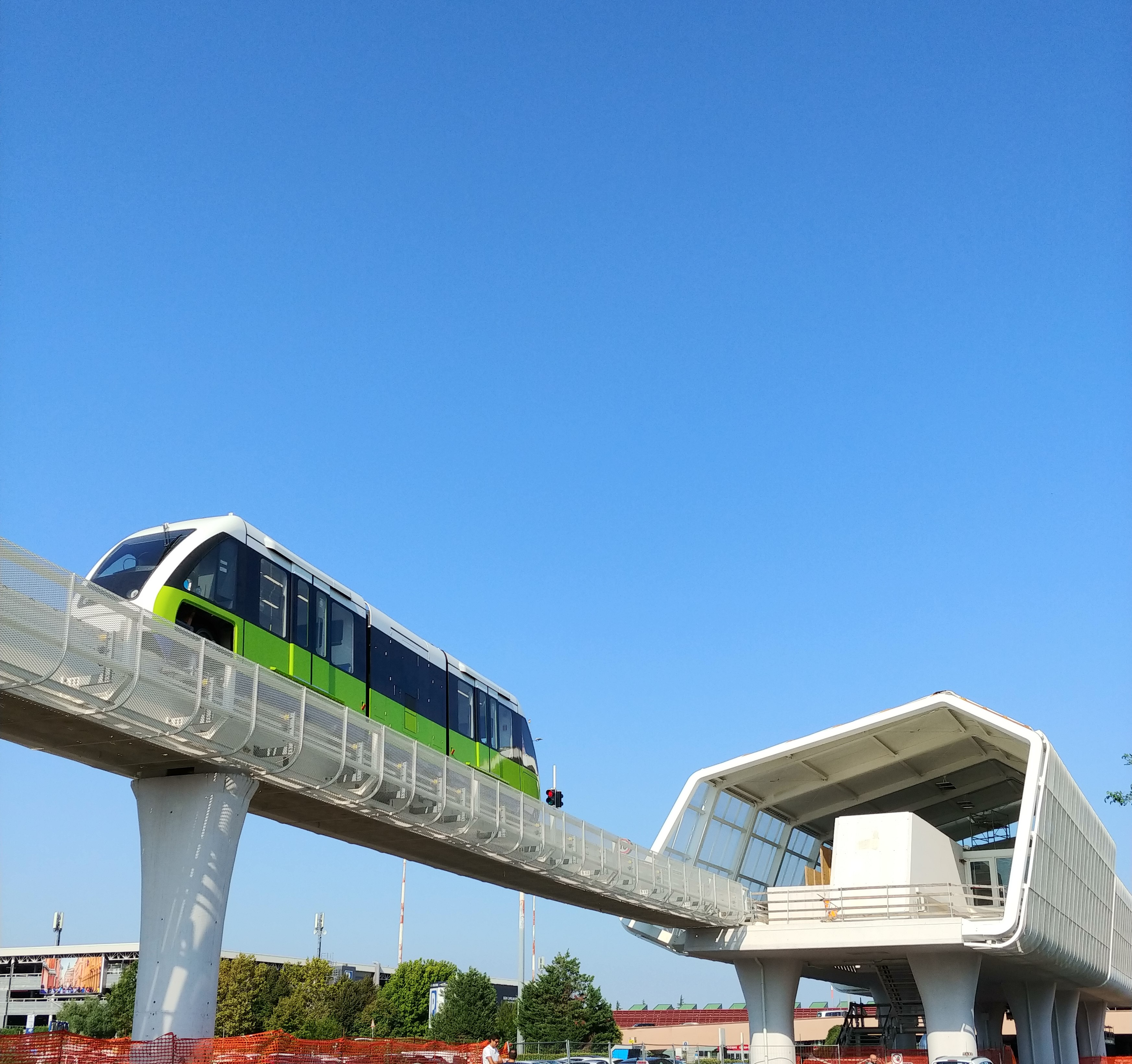
Marconi Express

En 2005 hubo un tráfico de 3.698.720 pasajeros, un aumento del 3,6% respecto al año 2003. No se pueden tener en cuenta los datos del año 2004, ya que el aeropuerto estuvo cerrado durante dos meses para realizar la ampliación de la pista.
En 2006 se pasó el umbral de los 4 millones de pasajeros, exactamente 4.001.436, un incremento del 8,2% respecto al 2005. Convirtiéndose así en el décimo aeropuerto italiano en el número total de pasajeros anuales. Una de las razones de esta escalada es el gran número de vuelos internacionales.
En 2007 el tráfico de pasajeros aumenta en un 9,01% respecto al año anterior, alcanzando así los 4.361.951 pasajeros.
El año 2008 supuso una mínima perdida de pasajeros respecto al 2007, quedándose con 4.225.446 pasajeros. En este mismo año, el aeropuerto fue galardonado con el “Premio al Mejor Aeropuerto regional de Europa” de ACI.
En el mes de julio de 2008 suge una disputa con el Aeropuerto de Forli, ya que la mayor compañía aérea low cost, Ryanair, decide transferir todos los vuelos internacionales desde el Aeropuerto de Forli al Aeropuerto de Bolonia. Al mismo tiempo, Ryanair anunció la creación de una base dedicada exclusivamente a los vuelos nacionales desde Forli en marzo de 2009 y otra en Bolonia en 2010. Pero las cosas no salen bien, y deciden hacer base en Bolonia con dos aviones en 2009, actualmente son 3.
En 2009 sigue la tónica de aumento de números de pasajeros, alcanzando los 4.782.284.
Para el año 2010 aún se desconocen los pasajeros totales anuales, pero sí se sabe ya que el Aeropuerto de Bolonia ha superado por primera vez en su historia los 5 millones de pasajeros. Califican el hecho de un boom en los últimos 6 meses, con decisiones correctas. El aeropuerto entra en la media de los aeropuertos de nivel internacional.
La pasajera que ha registrado esta cifra mágica ha sido Daniela Zaccarelli, natural de Bolonia, que llegaba desde Nueva York a través de Mónaco. Las autoridades entregaron una placa y vales regalos para gastar en las tiendas del aeropuerto.

## Aerolíneas y destinos
Las siguientes aerolíneas vuelan de forma regular al aeropuerto:

### Destinos nacionales
| Ciudades          | Aeropuerto                                | Aerolíneas                                         |
| Italia            | Italia                                    | Italia                                             |
| ----------------- | ----------------------------------------- | -------------------------------------------------- |
| Apulia            |                                           |                                                    |
| Bari              | Aeropuerto de Bari-Palese                 | Ryanair                                            |
| Bríndisi          | Aeropuerto de Brindisi                    | Ryanair                                            |
| Calabria          |                                           |                                                    |
| Crotona           | Aeropuerto de Crotona                     | Ryanair                                            |
| Lamezia Terme     | Aeropuerto Internacional de Lamezia Terme | Ryanair                                            |
| Regio de Calabria | Aeropuerto de Regio de Calabria           | Ryanair                                            |
| Cerdeña           |                                           |                                                    |
| Alghero           | Aeropuerto de Alghero-Fertilia            | Ryanair                                            |
| Cagliari          | Aeropuerto de Cagliari-Elmas              | Ryanair                                            |
| Olbia             | Aeropuerto de Olbia-Costa Smeralda        | Neos (Estacional) / Ryanair / Volotea (Estacional) |
| Lacio             |                                           |                                                    |
| Roma              | Aeropuerto de Roma-Fiumicino              | ITA Airways                                        |
| Sicilia           |                                           |                                                    |
| Catania           | Aeropuerto de Catania-Fontanarossa        | Ryanair / Wizz Air                                 |
| Lampedusa         | Aeropuerto de Lampedusa                   | Volotea (Estacional)                               |
| Palermo           | Aeropuerto de Palermo-Punta Raisi         | Ryanair                                            |
| Pantelaria        | Aeropuerto de Pantelleria                 | Volotea (Estacional)                               |
| Trapani           | Aeropuerto de Trapani-Birgi               | Ryanair                                            |

### Destinos internacionales
| Egipto                 |                                                          |                                          |
| Marsa Alam             | Aeropuerto Internacional de Marsa Alam                   | Neos                                     |
| Marsa Matruh           | Aeropuerto Internacional de Marsa Matruh                 | Neos (Estacional)                        |
| Sharm el-Sheij         | Aeropuerto Internacional de Sharm el-Sheij               | Neos                                     |
| Marruecos              |                                                          |                                          |
| Casablanca             | Aeropuerto Internacional Mohammed V                      | Air Arabia / Royal Air Maroc             |
| Fez                    | Aeropuerto de Fez-Saïss                                  | Ryanair (Estacional)                     |
| Marrakech              | Aeropuerto de Marrakech-Menara                           | TUI fly Belgium                          |
| Túnez                  |                                                          |                                          |
| Monastir               | Aeropuerto Internacional de Monastir-Habib Burguiba      | Neos (Estacional)                        |
| Túnez                  | Aeropuerto Internacional de Túnez-Cartago                | Nouvelair / Tunisair                     |
| Yerba                  | Aeropuerto Internacional de Yerba-Zarzis                 | Neos (Estacional)                        |
| Asia                   |                                                          |                                          |
| EAU                    |                                                          |                                          |
| Dubái                  | Aeropuerto Internacional de Dubái                        | Emirates                                 |
| Israel                 |                                                          |                                          |
| Tel Aviv               | Aeropuerto Internacional Ben Gurión                      | Ryanair                                  |
| Jordania               |                                                          |                                          |
| Amán                   | Aeropuerto Internacional de la Reina Alia                | Ryanair                                  |
| Turquía                |                                                          |                                          |
| Estambul               | Aeropuerto de Estambul                                   | Turkish Airlines                         |
| Estambul               | Aeropuerto Internacional Sabiha Gökçen                   | Pegasus Airlines                         |
| Europa                 |                                                          |                                          |
| Albania                |                                                          |                                          |
| Tirana                 | Aeropuerto Internacional de Tirana-Madre Teresa          | Air Albania / Ryanair / Wizz Air         |
| Alemania               |                                                          |                                          |
| Berlín                 | Aeropuerto de Berlín-Brandeburgo Willy Brandt            | Ryanair                                  |
| Colonia                | Aeropuerto de Colonia/Bonn                               | Eurowings (Estacional) / Ryanair         |
| Düsseldorf             | Aeropuerto de Düsseldorf                                 | Eurowings (Estacional)                   |
| Fráncfort del Meno     | Aeropuerto de Fráncfort del Meno                         | Air Dolomiti / Lufthansa                 |
| Múnich                 | Aeropuerto de Múnich-Franz Josef Strauss                 | Air Dolomiti                             |
| Austria                |                                                          |                                          |
| Viena                  | Aeropuerto Internacional de Viena                        | Austrian Airlines / Ryanair              |
| Bélgica                |                                                          |                                          |
| Bruselas               | Aeropuerto de Bruselas-National                          | Brussels Airlines                        |
| Charleroi              | Aeropuerto de Charleroi-Bruselas Sur                     | Ryanair                                  |
| Bulgaria               |                                                          |                                          |
| Sofía                  | Aeropuerto de Sofía                                      | Ryanair / Wizz Air                       |
| Croacia                |                                                          |                                          |
| Zadar                  | Aeropuerto de Zadar                                      | Ryanair (Estacional)                     |
| Dinamarca              |                                                          |                                          |
| Copenhague             | Aeropuerto de Copenhague-Kastrup                         | Norwegian (Estacional) / SAS / Ryanair   |
| España                 |                                                          |                                          |
| Alicante               | Aeropuerto de Alicante-Elche                             | Ryanair (Estacional)                     |
| Barcelona              | Aeropuerto Josep Tarradellas Barcelona-El Prat           | Ryanair / Vueling Airlines               |
| Fuerteventura          | Aeropuerto de Fuerteventura                              | Neos (Estacional) / Ryanair              |
| Gran Canaria           | Aeropuerto de Gran Canaria                               | Ryanair                                  |
| Ibiza                  | Aeropuerto de Ibiza                                      | Neos (Estacional) / Ryanair (Estacional) |
| Lanzarote              | Aeropuerto César Manrique-Lanzarote                      | Ryanair                                  |
| Madrid                 | Aeropuerto Adolfo Suárez Madrid-Barajas                  | Air Nostrum / Ryanair                    |
| Málaga                 | Aeropuerto de Málaga-Costa del Sol                       | Ryanair                                  |
| Menorca                | Aeropuerto de Menorca                                    | Neos (Estacional) / Ryanair (Estacional) |
| Palma de Mallorca      | Aeropuerto de Palma de Mallorca                          | Ryanair                                  |
| Santander              | Aeropuerto Seve Ballesteros-Santander                    | Ryanair (Estacional)                     |
| Santiago de Compostela | Aeropuerto de Santiago-Rosalía de Castro                 | Ryanair (Estacional)                     |
| Sevilla                | Aeropuerto de Sevilla                                    | Ryanair                                  |
| Tenerife               | Aeropuerto de Tenerife Sur                               | Neos (Estacional) / Ryanair              |
| Valencia               | Aeropuerto de Valencia                                   | Ryanair                                  |
| Zaragoza               | Aeropuerto de Zaragoza                                   | Ryanair (Estacional)                     |
| Finlandia              |                                                          |                                          |
| Helsinki               | Aeropuerto de Helsinki-Vantaa                            | Finnair (Estacional)                     |
| Francia                |                                                          |                                          |
| Beauvais               | Aeropuerto de París-Beauvais                             | Ryanair                                  |
| Lyon                   | Aeropuerto de Lyon-Saint Exupéry                         | Twin Jet                                 |
| Marsella               | Aeropuerto de Marsella-Provenza                          | Ryanair (Estacional)                     |
| París                  | Aeropuerto de París-Charles de Gaulle                    | Air France                               |
| Grecia                 |                                                          |                                          |
| Atenas                 | Aeropuerto Internacional de Atenas-Eleftherios Venizelos | Aegean Airlines / Ryanair                |
| Corfú                  | Aeropuerto de Corfú-Ioannis Kapodistrias                 | Ryanair (Estacional)                     |
| Heraclión              | Aeropuerto Internacional de Heraclión-Nikos Kazantzakis  | Neos (Estacional) / Ryanair (Estacional) |
| Kárpatos               | Aeropuerto de Kárpatos                                   | Neos (Estacional)                        |
| Kos                    | Aeropuerto Internacional de Kos-Hipócrates               | Ryanair (Estacional)                     |
| La Canea               | Aeropuerto Internacional de La Canea                     | Ryanair (Estacional)                     |
| Miconos                | Aeropuerto de Miconos                                    | Ryanair (Estacional)                     |
| Préveza                | Aeropuerto de Préveza                                    | Ryanair (Estacional)                     |
| Rodas                  | Aeropuerto Internacional de Rodas-Diágoras               | Neos (Estacional) / Ryanair (Estacional) |
| Salónica               | Aeropuerto Internacional de Salónica-Macedonia           | Ryanair (Estacional)                     |
| Hungría                |                                                          |                                          |
| Budapest               | Aeropuerto Internacional de Budapest-Ferenc Liszt        | Ryanair                                  |
| Irlanda                |                                                          |                                          |
| Dublín                 | Aeropuerto de Dublín                                     | Ryanair                                  |
| Luxemburgo             |                                                          |                                          |
| Luxemburgo             | Aeropuerto de Luxemburgo Findel                          | Luxair                                   |
| Macedonia del Norte    |                                                          |                                          |
| Skopie                 | Aeropuerto Internacional de Skopie                       | Wizz Air                                 |
| Malta                  |                                                          |                                          |
| La Valeta              | Aeropuerto Internacional de Malta                        | Ryanair                                  |
| Moldavia               |                                                          |                                          |
| Chisináu               | Aeropuerto Internacional de Chisináu                     | FlyOne / HiSky / Wizz Air                |
| Noruega                |                                                          |                                          |
| Oslo                   | Aeropuerto de Oslo-Gardermoen                            | Norwegian (Estacional)                   |
| Países Bajos           |                                                          |                                          |
| Ámsterdam              | Aeropuerto de Ámsterdam-Schiphol                         | KLM                                      |
| Eindhoven              | Aeropuerto de Eindhoven                                  | Ryanair / Transavia (Estacional)         |
| Polonia                |                                                          |                                          |
| Breslavia              | Aeropuerto de Breslavia-Copérnico                        | Ryanair                                  |
| Cracovia               | Aeropuerto de Cracovia-Juan Pablo II                     | Ryanair / Wizz Air                       |
| Varsovia               | Aeropuerto de Varsovia-Chopin                            | Wizz Air                                 |
| Varsovia               | Aeropuerto de Varsovia-Modlin                            | Ryanair                                  |
| Portugal               |                                                          |                                          |
| Lisboa                 | Aeropuerto Humberto Delgado                              | Ryanair / TAP Air Portugal               |
| Oporto                 | Aeropuerto de Oporto-Francisco Sá Carneiro               | Ryanair                                  |
| Reino Unido            |                                                          |                                          |
| Edimburgo              | Aeropuerto de Edimburgo                                  | Ryanair (Estacional)                     |
| Londres                | Aeropuerto de Londres-Heathrow                           | British Airways                          |
| Londres                | Aeropuerto de Londres-Luton                              | Ryanair                                  |
| Londres                | Aeropuerto de Londres-Stansted                           | Ryanair                                  |
| Mánchester             | Aeropuerto de Mánchester                                 | Ryanair                                  |
| República Checa        |                                                          |                                          |
| Praga                  | Aeropuerto de Praga-Václav Havel                         | Ryanair (Estacional)                     |
| Rumania                |                                                          |                                          |
| Bucarest               | Aeropuerto Internacional de Bucarest-Henri Coandă        | Ryanair / Wizz Air                       |
| Cluj-Napoca            | Aeropuerto Internacional de Cluj-Avram Iancu             | Wizz Air                                 |
| Craiova                | Aeropuerto Internacional de Craiova                      | Wizz Air                                 |
| Iași                   | Aeropuerto Internacional de Iași                         | Wizz Air                                 |
| Timişoara              | Aeropuerto Internacional de Timişoara-Traian Vuia        | Wizz Air                                 |
| Serbia                 |                                                          |                                          |
| Belgrado               | Aeropuerto de Belgrado-Nikola Tesla                      | Air Serbia                               |
| Suecia                 |                                                          |                                          |
| Estocolmo              | Aeropuerto de Estocolmo-Arlanda                          | Ryanair (Estacional) / SAS (Estacional)  |
| Suiza                  |                                                          |                                          |
| Zúrich                 | Aeropuerto Internacional de Zúrich                       | Swiss International Air Lines            |

## Curiosidades
El aeropuerto de Bolonia fue uno de los aeropuertos italianos que acogió al Concorde, un ejemplar de Air France que fue contratado en modo chárter por una empresa local para sus empleados.